# Silurana epitropicalis
Silurana epitropicalis är en groddjursart som först beskrevs av Fischberg, Colombelli och Picard 1982.  Silurana epitropicalis ingår i släktet Silurana och familjen pipagrodor. IUCN kategoriserar arten globalt som livskraftig. Inga underarter finns listade i Catalogue of Life.